# Leichtathletik-Länderkampf der Frauen 1965 BR Deutschland – Großbritannien
| 11. Leichtathletik-Länderkampf mit bundesdeutscher Beteiligung 1965 | 11. Leichtathletik-Länderkampf mit bundesdeutscher Beteiligung 1965 |
| ------------------------------------------------------------------- | ------------------------------------------------------------------- |
|                                                                     |                                                                     |
| Ländervergleich der Frauen: BR Deutschland – Großbritannien         |                                                                     |
| Austragungsort                                                      | Ludwigshafen                                                        |
| Wettbewerbe                                                         | 12                                                                  |
| Datum                                                               | 26. September 1965                                                  |
| 1. FRG 2. GBR                                                       | 67 Punkte 57 Punkte                                                 |
| Chronik                                                             |                                                                     |
| ← FRG-GBR (M)                                                       | URS-FRG 10kampf (M) →                                               |

Im elften Vergleich des Länderkampfjahres 1965 bestritten die bundesdeutschen Frauen am 26. September ihren eigenen Länderkampf mit Großbritannien. Eine Woche nach dem Finale des Frauen-Europacups trafen sich die Leichtathletinnen der beiden Länder in Ludwigshafen. In der Bilanz hatte Deutschland sich vier Mal durchgesetzt, Großbritannien drei Mal. Zuletzt hatten die bundesdeutschen Frauen 1963 in London gewonnen.

## Wettbewerbe und Modus
Auf dem Programm stand neben den bei Frauen-Länderkämpfen üblichen elf Disziplinen, die identisch waren mit dem damaligen olympischen Frauen-Wettbewerbskatalog, zusätzlich eine zweite Staffel, die über 3-mal 800 Meter ausgetragen wurde.

## Ergebnis
In den Einzellaufdisziplinen kamen die Britinnen bei einem Doppelerfolg zu drei Siegen, die bundesdeutschen Leichtathletinnen gewannen hier zwei Wettbewerbe, beide mit Doppelerfolgen. Von den Staffeln ging eine an Großbritannien, die andere an die Bundesrepublik Deutschland. Auch in den beiden Sprüngen teilten sich die beiden Teams die Siege, allerdings lag Großbritannien einmal doppelt vorn. Entscheidend für den Ausgang des Länderkampfs war der Bereich Wurf/Stoß. Hier verbuchten die bundesdeutschen Sportlerinnen alle drei Disziplinen für sich, zwei davon mit Doppelerfolgen. So lag die Bundesrepublik Deutschland am Ende mit 67 zu 57 Punkten vorn.

## Resultate

### 100 m
| Platz | Athletin       | Land | Zeit (s) |
| ----- | -------------- | ---- | -------- |
| 1     | Erika Pollmann | FRG  | 11,8     |
| 2     | Ingrid Becker  | FRG  | 11,9     |
| 3     | Jill Hall      | GBR  | 11,9     |
| 4     | Liz Gill       | GBR  | 12,0     |

### 200 m
| Platz | Athletin           | Land | Zeit (s) |
| ----- | ------------------ | ---- | -------- |
| 1     | Janet Simpson      | GBR  | 24,8     |
| 2     | Hannelore Trabert  | FRG  | 25,0     |
| 3     | Maureen Tranter    | GBR  | 25,2     |
| 4     | Kirsten Roggenkamp | FRG  | 25,5     |

### 400 m
| Platz | Athletin          | Land | Zeit (s) |
| ----- | ----------------- | ---- | -------- |
| 1     | Deirdre Watkinson | GBR  | 54,5     |
| 2     | Joy Grieveson     | GBR  | 55,0     |
| 3     | Christine Linz    | FRG  | 56,4     |
| 4     | Helga Henning     | FRG  | 56,8     |

### 800 m
| Platz | Athletin         | Land | Zeit (min) |
| ----- | ---------------- | ---- | ---------- |
| 1     | Anne Smith       | GBR  | 2:06,7     |
| 2     | Antje Gleichfeld | FRG  | 2:08,5     |
| 3     | Pam Piercy       | GBR  | 2:08,9     |
| 4     | Gerda Klöpfer    | FRG  | 2:09,3     |

### 80 m Hürden
| Platz | Athletin      | Land | Zeit (s) |
| ----- | ------------- | ---- | -------- |
| 1     | Inge Schell   | FRG  | 10,9     |
| 2     | Renate Balck  | FRG  | 11,1     |
| 3     | Maxine Botley | GBR  | 11,2     |
| 4     | Pat Jones     | GBR  | 11,2     |

### 4 × 100 m Staffel
| Platz | Besetzung      | Land                                                              | Zeit (s) |
| ----- | -------------- | ----------------------------------------------------------------- | -------- |
| 1     | BR Deutschland | Gerlind Beyrichen Ingrid Becker Erika Pollmann Kirsten Roggenkamp | 45,5     |
| 2     | Großbritannien | Jill Hall Janet Simpson Liz Gill Maureen Tranter                  | 45,7     |

### 3 × 800 m Staffel
| Platz | Besetzung      | Land                                           | Zeit (min) |
| ----- | -------------- | ---------------------------------------------- | ---------- |
| 1     | Großbritannien | Brenda Cook Anne Smith Mary Hodson             | 6:36,4     |
| 2     | BR Deutschland | Jutta von Haase Christa Luczak Gerlinde Hefner | 6:38,6     |

### Hochsprung
| Platz | Athletin        | Land | Höhe (m) |
| ----- | --------------- | ---- | -------- |
| 1     | Linda Knowles   | GBR  | 1,70     |
| 2     | Frances Slaap   | GBR  | 1,64     |
| 3     | Ilia Hans       | FRG  | 1,61     |
| 4     | Christel Drisch | FRG  | 1,61     |

### Weitsprung
| Platz | Athletin       | Land | Weite (m) |
| ----- | -------------- | ---- | --------- |
| 1     | Helga Hoffmann | FRG  | 6,06      |
| 2     | Sheila Parkin  | GBR  | 5,91      |
| 3     | Ursula Künzel  | FRG  | 5,66      |
| 4     | Angela Savory  | GBR  | 5,05      |

### Kugelstoßen
| Platz | Athletin        | Land | Weite (m) |
| ----- | --------------- | ---- | --------- |
| 1     | Gertrud Schäfer | FRG  | 15,81     |
| 2     | Marlene Klein   | FRG  | 15,29     |
| 3     | Brenda Bedford  | GBR  | 13,21     |
| 4     | Kathryn Duckett | GBR  | 13,13     |

### Diskuswurf
| Platz | Athletin          | Land | Weite (m) |
| ----- | ----------------- | ---- | --------- |
| 1     | Liesel Westermann | FRG  | 55,81     |
| 2     | Kriemhild Limberg | FRG  | 50,83     |
| 3     | Rosemary Payne    | GBR  | 47,72     |
| 4     | Brenda Bedford    | GBR  | 43,19     |

### Speerwurf
| Platz | Athletin           | Land | Weite (m) |
| ----- | ------------------ | ---- | --------- |
| 1     | Anneliese Gerhards | FRG  | 54,83     |
| 2     | Sue Platt          | FRG  | 54,32     |
| 3     | Ameli Koloska      | GBR  | 50,95     |
| 4     | Barbara Nicholls   | GBR  | 44,36     |